# 城戸四郎

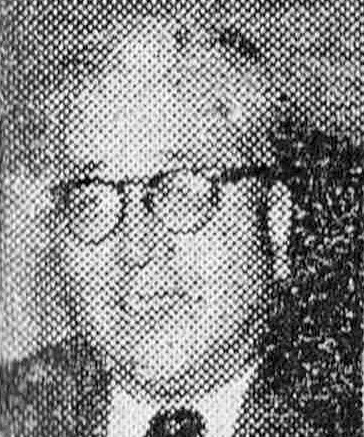
1952年

城戸 四郎（きど しろう、1894年（明治27年）8月11日 - 1977年（昭和52年）4月18日）は、日本の映画プロデューサー。松竹会長。現在の松竹社長迫本淳一は孫。

## 来歴・人物
東京府東京市京橋区築地（現：東京都中央区築地）出身。築地精養軒経営者・北村宇平の四男（下記のように1928年に城戸ツルの養子となり家督を継ぐ）。府立一中、一高、1919年、東京帝国大学法学部英法科卒業。府立一中では徳川夢声、岩元禄らと同期（1912年卒）にあたる。一高では野球部で活躍した。
東大卒業後、国際信託銀行（現：みずほ銀行）を経て、1921年、松竹キネマ合名会社入社。当時興行界の社会的地位は低かったため、帝大出身者の入社は異例だったが、長男を亡くした松竹社長・大谷竹次郎に期待されての入社だった。1924年、松竹蒲田撮影所長に。それまでのスター中心の映画作りから監督第一主義を掲げ、田中絹代の『愛染かつら』などの「蒲田調」、さらに『君の名は』や、また小津安二郎や山田洋次らが市井の庶民生活などホームドラマやホームコメディを描いた「大船調」などと呼ばれる松竹映画の黄金時代を築き上げた。戦後の1946年に副社長、1954年に社長に。1971年から会長。82歳没。
松竹は白井松次郎、大谷竹次郎の「松竹兄弟」が築いた会社であり、城戸は白井松次郎の死後、松竹兄弟の末弟で松次郎の嗣子の白井信太郎を制して社長となった。これは、城戸の最初の妻が大谷竹次郎の愛人・城戸ツルの子であり（城戸姓は最初の妻の姓）、つまり城戸が竹次郎の女婿にあたるからこその人事であったが、この辺に松竹のお家騒動の根っこがあったと見る者もいる。弁護士から松竹社長に転身した迫本淳一は城戸の孫である。ちなみにワンマンで名高い城戸のイエスマンとして仕えていたのが奥山親子の奥山融である。丹波哲郎は『キネマ旬報』の「大放言」の中で、城戸没後に影の薄い「あの奥山さんが社長になるとは思わなかった」と驚きを隠していない。
映画『キネマの天地』（1986年、松竹）では、松本幸四郎が城田の役名で城戸を演じている。同『映画女優』（1987年、東宝）では、石坂浩二が城都四郎の役名で演じている。前者は闊達な、後者は重々しいキャラクターとして描かれている。

## 家族
- 父・北村宇平 - 築地精養軒主人。同店創業者・北村重威の養子。
- 養母・城戸ツル（1885年生） - 京都・城戸政七の長女。大谷竹次郎の愛人。竹次郎と築地で同棲中、近所に住んでいた四郎を見初め、1922年に城戸家の婿養子に迎える。ツルはその後、大森で高給サラリーマンや外国人相手の高級マンションを経営した。[6][7][8]
- 前妻 - ツルの娘。1929年に死別。[9][8]
- 後妻・琴（1903年生） - 東京・本庄志雅の二女。[7]
- 長女・君枝（1928年生） - 本州製紙専務・迫本省一の妻。
- 孫・迫本淳一 - 君枝の子

## 総指揮
- 『マダムと女房』（1931年 五所平之助監督）
- 『大忠臣蔵』（1957年 大曾根辰保監督）

など

## 著書
- 『日本映画傳・映画製作者の記録』（文藝春秋新社）

## 関連人物
女優
- 田中絹代
- 飯田蝶子
- 淡島千景
- 岸惠子
- 岡田茉莉子
- 岩下志麻
- 白川由美
- 倍賞千恵子

監督・脚本家
- 小山内薫
- 岡鬼太郎
- ヘンリー・小谷